# Fábio Aurélio
Fabio Aurelio (født 24. september 1979) er en brasiliansk tidligere fodboldspiller som spillede for Gremio, Säo Paulo, Valencia og Liverpool F.C.
Han spillede 242 kampe på professionel plan, primært som venstre back, og scorede 17 mål. Han opnåede derudover 13 kampe for Brasiliens u23-landshold.